# Демирхисарско благотворително братство
Демирхисарското благотворително братство е патриотична и благотворителна обществена организация на македонски българи от района Битолския Демирхисар, съществувала в българската столица София.

## История
Дружеството е създадено през 1891 година в София от бежанци от Демирхисар. 
На Учредителния събор на македонските бежански братства от 28 ноември 1918 година до 1 януари 1919 година представители на братството са Ст. Иванов и П. Конев. Делегати на братството на обединителния конгрес на СМЕО и МФРО от януари 1923 година са Александър Илиев, М. Мастев и С. Калчинов.
За официален празник на братството е определен 20 юли Илинден, а знамето на организацията е червено с лика на Александър III Македонски в средата. Към 1925 година председател на организацията е Александър Илиев, подпредседател - Цветан Петров, секретар - Петър Илиев, касиер - Иван Илиев, а Георги Стоянов, Илия Николов и Иван Н. Стоянов са съветници.
На 13 декември 1925 година на общо събрание братството избира настоятелство в състав Кръстю Михайловски (председател), Благой Делчовски (подпредседател), Стоян С. Трайчев (секретар), Христо Деспотов (касиер) и съветници Стоян Колчинов, Мише Колчинов и Иван Георгиев.
През 1935 година в ръководството влизат Михаил Иванов Генадиев, Константин Димитров Михайлов, Борис Антонов Димитров, Сотир Михайлов Божинов, Никола Талев Алавантиев, Никола Пръчков Василев, Кирил Христов Нечев, Димитър Атанасов Михайлов и Христо Анастасов Антонов. През 1936 година в управителното тяло са Кръстю Недев Михайлов, Иван Илиев Мойсов, Силян Спиров Трайчев, Димитър Иванов Божинов и Наум Наумов Велков. Същата година се взема решение за създаване на ефория за управление на братствения имот – дюкян на ул. „Раковска“ 208. В 1938 година в управителното тяло влизат Иван Илиев Мойсов (председател), Велко Дойчинов Радичев (подпредседател), Трайко Иванов Найденов (секретар), Димитър Иванов Божинов (касиер), членове са Мише Иванов Калинов, Христо Деспотов Трайков и Стоян Тренчов Янкулов. В контролната комисия са Георги Андреев Гинев (председател), а Стоян Блажев Трайков и Никола Спасов Стойков са членове.
Към 1941 година председател на братството е Иван Илиев.